# Malam Boulamari
Malam Boulamari (auch: Malamboulamari, Mallam Boumari, Malan Boulamari, Mallam Blamari, Mallam Boulamari, Mallam Boullamari) ist ein Dorf in der Stadtgemeinde Maïné-Soroa in Niger.

## Geographie
Das von einem traditionellen Ortsvorsteher (chef traditionnel) geleitete Dorf liegt rund 21 Kilometer östlich des urbanen Zentrums von Maïné-Soroa, das zum gleichnamigen Departement Maïné-Soroa in der Region Diffa gehört. Zu den Siedlungen in der näheren Umgebung von Malam Boulamari zählt Boudoum im Südosten.
Der 1424 Hektar große Kautschukbaum-Hain von Malam Boulamari steht unter Naturschutz. Das Dorf ist außerdem Teil der 860.000 Hektar großen Important Bird Area des Graslands und der Feuchtgebiete von Diffa. Zu den in der Zone beobachteten Vogelarten zählen Arabientrappen, Beaudouin-Schlangenadler, Braunrücken-Goldsperlinge, Fuchsfalken, Nordafrikanische Lachtauben, Nubiertrappen, Prachtnachtschwalben, Purpurglanzstare, Rothalsfalken, Sperbergeier und Wüstenspechte als ständige Bewohner sowie Rötelfalken, Steppenweihen und Uferschnepfen als Wintergäste.

## Geschichte
Die Hilfsorganisation Ärzte ohne Grenzen betrieb ab 2017 ein Büro in Maïné-Soroa, das sie 2019 nach einer Attacke unbekannter Angreifer aufgeben musste. Zu den Aktivitäten von Ärzte ohne Grenzen hatten mobile Kliniken in Malam Boulamari und weiteren Dörfern gehört. In der Nacht vom 18. auf den 19. Juni 2019 griff eine bewaffnete Gruppe das Dorf Malam Boulamari an und entführte ein zehnjähriges Mädchen.

## Bevölkerung
Bei der Volkszählung 2012 hatte Malam Boulamari 2134 Einwohner, die in 278 Haushalten lebten. Bei der Volkszählung 2001 betrug die Einwohnerzahl 1440 in 250 Haushalten und bei der Volkszählung 1988 belief sich die Einwohnerzahl auf 956 in 185 Haushalten.

## Wirtschaft und Infrastruktur
Es wird ein Markt im Dorf abgehalten. Mit einem Centre de Santé Intégré (CSI) ist ein Gesundheitszentrum vorhanden.